# Böhlen (Turingia)
Böhlen (Thüringen) este o comună din landul Turingia, Germania.

## Geografie
Böhlen se află pe un platou între Langem Berg și Schwarzatal, la aproximativ 610 de metri altitudine, în sud-estul Ilm-Kreis, la tranziția dintre pădurea Turingia din vest și Munții Șistoși Turingieni din est. Platoul în sine se formează între altitudinile "Milchberg" (la nord, 676 m), "Große Grube" (în est, 648 m) și "Kirchberg" (la sud, 632 m). Platoul este, ca și restul regiunii, înclinat spre nord-est și formează panta Munților Șistoși Turingieni până în bazinul Turingiei. Platoul coboară în nord-est destul de lin în Kurautal, la est abrupt în Schwarzatal și de la sud-vest la vest mai mult sau mai puțin abrupt în valea Breitenbach.
Cel mai înalt punct al comunei este la 675,9 m la Milchberg. Cel mai jos punct este la granița cartierului Schwarzatal, cu aproximativ 395 m.
În jurul întregii zone este o fâșie de teren agricol de diferite lățimi, urmată de o centură de pădure. Molidul predomină. Numai în nord nu există nicio pădure la frontierele comunităților vecine. Centura forestieră este la numai câțiva metri în vest. În valea Kurau pentru câteva sute de metri.

### Geologie
În Böhlen pământul brun se găsește ca sol, care totuși se află doar subțire pe stâncă și nu este foarte productiv. Regiunea este frontiera dintre Rotliegendem (Zechstein) în nord-vest și Tonschiefer în sud-estul districtului dar. Locația este caracterizată de locația din șaua Schwarzburger. Stâncile sunt, în principal, șlamuri de argilă precambriene și grâu. În stânca goală de pe șoseaua dintre Böhlen și Schwarzmühle, rocile din zona principală a Munților Ardeiului Thuringian sunt deschise, în special filii și cuarțite. Aceste roci se numără printre cele mai vechi din Munții Ardealului Thuringian și au peste 600 de milioane de ani. În Schieferfels sunt Kupfererzgänge.

### Comunitățile învecinate
Districtul Böhlen este situat în vârful sud-estic al orașului Ilmkreis și se întinde la sud, la vest, la nord și la nord-est cu alte trei comunități din acest district, și anume Großbreitenbach, Friedersdorf și Wildenspring. În est, districtul se învecinează cu comunitățile Mellenbach-Glasbach și Meuselbach-Schwarzmühle în districtul Saalfeld-Rudolstadt.

### Clima
Clima din Böhlen este destul de dur datorită altitudinii. Tipul de climă predominant este climatul de munte scăzut, cu veri răcoroase și ierni de zapada. Temperatura medie anuală este de aproximativ 5,5 ° C. Böhlen este situat într-o regiune de ploi mari mari. Acestea sunt în medie de la 900 la 1000 de litri. Datorită celor două diguri Schönbrunn și Goldisthal există o cantitate tot mai mare de ceață care se blochează între Langem Berg și lanțurile muntoase de-a lungul râului Rennsteig.